# Claudio Scimone
Claudio Scimone (* 23. Dezember 1934 in Padua; † 6. September 2018 ebenda) war ein italienischer Dirigent.

## Leben
Claudio Scimone arbeitete 1952 bis 1957 als Musikkritiker für die Gazetta del Veneto und studierte gleichzeitig Dirigieren bei Carlo Zecchi, Dimitri Mitropoulos und Franco Ferrara. 1959 gründete er das Kammerorchester I Solisti Veneti, das er seither leitete. Er unterrichtete Kammermusik an den Konservatorien von Venedig (1961–67) und Verona (1967–74); 1974–83 war er Leiter des Konservatoriums von Padua.
Durch Archivstudien und wissenschaftliche Forschungen erweiterte Scimone das musikalische Repertoire um zahlreiche Werke des 18. und 19. Jahrhunderts. So nahm er als Erster sämtliche Sinfonien von Muzio Clementi auf und machte die Werke Giuseppe Tartinis allgemein bekannt. Er rekonstruierte Vivaldis Oper Orlando furioso und brachte sie 1979 in Verona und 1981 in Aix-en-Provence zur Aufführung. Eine Rekonstruktion von Albinonis Il nascimento de l’aurora folgte 1984 in Venedig. Auch Werke des 20. Jahrhunderts standen immer wieder auf seinem Programm.
Neben seiner Tätigkeit als Dirigent von I Solisti Veneti leitete Scimone 1979 bis 1986 das Orquestra Gulbenkian in Lissabon, wo er 1981 Rossinis Oper Mosè in Egitto neu aufführte. Im gleichen Jahr debütierte er mit einer Aufführung von Donizettis L’elisir d’amore am Covent Garden. Als Gastdirigent arbeitete er u. a. mit dem Philharmonia Orchestra London, dem Royal Philharmonic Orchestra, dem English Chamber Orchestra, dem Orchestre Philharmonique de l’ORTF und den Bamberger Symphonikern zusammen.

## Aufnahmen
Scimone nahm über 150 Schallplatten und CDs auf, viele davon Ersteinspielungen (u. a. Mercadante, Boito, Donizetti, Spontini, Ponchielli). Seine Vivaldi-Diskografie beläuft sich auf über 250 Werke.

## Auszeichnungen
1969 wurde Scimone mit der Elizabeth Sprague Coolidge Memorial Medal ausgezeichnet. Für seine Schallplattenaufnahmen erhielt er mehrmals den Grand Prix du Disque, außerdem den Grammy Award, den Prix Mondial du Disque (Montreux) und den Diapason d’or.

## Schriften
- Segno, significato, interpretazione. Padua 1970.